# Hotels International FC
El Hotels International es un equipo de fútbol de Bermudas que juega en la Segunda División de Bermudas, la tercera categoría de fútbol en el país.

## Historia
Fue fundado en el año 1968 en la capital Hamilton y ha sido campeón de la Liga Premier de Bermudas en dos ocasiones, haciendo su debut en la máxima categoría en la temporada de 1972/73. El club también ha ganado varios título de copa nacional y permaneció en la máxima categoría hasta su descenso en la temporada de 1985/86.
A nivel internacional participó en dos tornes continentales, el primero de ellos fue la Copa de Campeones de la Concacaf 1980, en fue eliminado en la primera ronda por el Brooklyn Dodgers de los Estados Unidos.

## Palmarés
- Liga Premier de Bermudas: 2

1974/75, 1979/80
- Copa FA de Bermudas: 1

1984/85
- Supercopa de Bermudas: 1

1984/85

## Participación en competiciones de la Concacaf
| Temporada | Torneo                           | Ronda | Club                         | Casa  | Visita | Global |
| --------- | -------------------------------- | ----- | ---------------------------- | ----- | ------ | ------ |
| 1980      | Copa de Campeones de la Concacaf | 1     | Brooklyn Dodgers             | 0-1   | 2-2    | 2-3    |
| 1984      | Copa de Campeones de la Concacaf | 1     | New York Pancyprian-Freedoms | w.o.1 | w.o.1  | w.o.1  |

1- Hotels International abandonó el torneo.